# Melissa Mills
Melissa Mills (Melbourne, 26 de dezembro de 1973) é uma jogadora de polo aquático australiana, campeã olímpica.

## Carreira
Melissa Mills fez parte da geração medalha de ouro em Sydney 2000.